# Liste der Baudenkmale in Jürgenshagen
In der Liste der Baudenkmale in Jürgenshagen sind alle denkmalgeschützten Bauten der Gemeinde Jürgenshagen (Mecklenburg-Vorpommern) und ihrer Ortsteile aufgelistet (Stand 10. Februar 2021).

## Legende
In den Spalten befinden sich folgende Informationen:
- ID-Nr: Die Nummer wird von den Denkmalämtern der Landkreise vergeben. Wenn sie nicht bekannt ist, bleibt die Spalte leer. In dieser Spalte kann sich zusätzlich das Wort Wikidata befinden, der entsprechende Link führt zu Angaben zu diesem Denkmal bei Wikidata.
- Lage: die Adresse des Denkmales und die geographischen Koordinaten.
Link zu einem Kartenansichtstool, um Koordinaten zu setzen. In der Kartenansicht sind Denkmale ohne Koordinaten mit einem roten bzw. orangen Marker dargestellt und können in der Karte gesetzt werden. Denkmale ohne Bild sind mit einem blauen bzw. roten Marker gekennzeichnet, Denkmale mit Bild mit einem grünen bzw. orangen Marker.
- Bezeichnung: Bezeichnung, so wie sie in den offiziellen Listen der Denkmalämter steht. Ein Link hinter der Bezeichnung führt zum Wikipedia-Artikel über das Denkmal. Wenn die Bezeichnung der Denkmalämter inhaltlich fehlerhaft ist, ist in der Spalte „Beschreibung“ darauf hinzuweisen.
- Beschreibung: Beschreibung des Denkmales
- Bild: ein Bild des Denkmales und gegebenenfalls einen Link zu weiteren Fotos des Denkmals im Medienarchiv Wikimedia Commons

## Baudenkmale nach Ortsteilen

### Jürgenshagen
| ID   | Lage                        | Bezeichnung                                           | Beschreibung | Bild    |
| ---- | --------------------------- | ----------------------------------------------------- | ------------ | ------- |
| 0319 | Kameruner Weg 89 (Karte)    | Bauernhaus                                            |              |         |
| 0320 | Kameruner Weg 89 (Karte)    | Stallscheune                                          |              |         |
| 0321 | Kameruner Weg 90 (Karte)    | Scheune mit Göpel                                     |              |         |
| 0322 | Neukirchener Weg (Karte)    | Kapelle                                               |              | Kapelle |
| 0324 | Neukirchener Weg 26 (Karte) | Speicher                                              |              |         |
| 0325 | Neukirchener Weg 40 (Karte) | Bauernhof mit Bauernhaus und zwei Wirtschaftsgebäuden |              |         |
| 0326 | Neukirchener Weg            | Kriegerdenkmal 1914/18, bei der Kapelle               |              |         |
| 0327 | Neukirchener Weg            | Feuerwehr (am Teich)                                  |              |         |
| 0328 | An der Chaussee 103 (Karte) | Wohnhaus                                              |              |         |
| 0329 | An der Chaussee (L 11)      | Meilenstein (bei Nr. 103/104)                         |              |         |

### Gnemern
| ID   | Lage                       | Bezeichnung | Beschreibung | Bild |
| ---- | -------------------------- | --- | ------------ | ---- |
| 0290 | Hauptstraße 7/8 (Karte)    | Wohnhaus |              |      |
| 0291 | Hauptstraße 19/20 (Karte)  | Wohnhaus |              |      |
| 0292 | Schloßstraße 1/2/3 (Karte) | Gutsanlage mit Gutshaus, Park mit Beketal, dem ehem. Kavaliershaus (Schloßstraße 2) und der ehem. Stellmacherei (Schloßstr. 1) |              |      |
| 0293 | Schäferweg 1 (Karte)       | Wohnhaus |              |      |

### Groß Gischow
| ID   | Lage                    | Bezeichnung          | Beschreibung | Bild |
| ---- | ----------------------- | -------------------- | ------------ | ---- |
| 0302 | Dorfstraße 2/3 (Karte)  | Wohnhaus             |              |      |
| 0303 | Dorfstraße 4/5 (Karte)  | Wohnhaus             |              |      |
| 0306 | Kastanienweg (Karte)    | Allee                |              |      |
| 0307 | Kastanienweg 23 (Karte) | Gutshaus mit Scheune |              |      |

### Klein Gischow
| ID   | Lage                    | Bezeichnung | Beschreibung | Bild |
| ---- | ----------------------- | ----------- | ------------ | ---- |
| 0341 | Klein Gischow 3 (Karte) | Wohnhaus    |              |      |

### Klein Sien
| ID   | Lage                  | Bezeichnung                                  | Beschreibung | Bild |
| ---- | --------------------- | -------------------------------------------- | ------------ | ---- |
| 0343 | Ausbau 1 (Karte)      | Wohnhaus                                     |              |      |
| 0344 | Dorfstraße 20 (Karte) | Wohnhaus mit Scheune                         |              |      |
| 0345 | Dorfstraße 27 (Karte) | ehem. Wassermühle (Wohnhaus)                 |              |      |
| 0346 | Dorfstraße (Karte)    | Kriegerdenkmal 1914/18 (gegenüber Seestraße) |              |      |
| 0347 | Dorfstraße            | Transformatorenhaus (bei Nr. 12)             |              |      |

### Moltenow
| ID   | Lage                           | Bezeichnung                                     | Beschreibung | Bild |
| ---- | ------------------------------ | ----------------------------------------------- | ------------ | ---- |
| 0372 | Dorf                           | Feldsteinbrücke                                 |              |      |
| 0373 | Dorf 9 (Karte)                 | Gutshaus mit Scheune                            |              |      |
| 0374 | Dorfstraße 12 (Karte)          | Wohnhaus                                        |              |      |
| 0375 | Gnemersche Straße 6 (Karte)    | Büdnerei                                        |              |      |
| 0376 | Gnemersche Straße 7/7a (Karte) | Bauernhof mit Wohnhaus, Scheune, Stall und Park |              |      |

### Wokrent
| ID   | Lage                  | Bezeichnung | Beschreibung | Bild      |
| ---- | --------------------- | ----------- | ------------ | --------- |
| 0486 | Flur 4, Flurstück 79  | Eiskeller   |              | Eiskeller |
| 0488 | Dorfstraße 27 (Karte) | Wohnhaus    |              |           |

## Quelle
Denkmalliste des Landkreises Rostock A ‐ Z (Stand: 10. Februar 2021; PDF, 497 KB)
- Karte mit allen Koordinaten:
- OSM |
- WikiMap